# Marumba nympha
Espèce
Marumba nympha est une espèce de lépidoptères appartenant à la famille des Sphingidae, à la sous-famille des Smerinthinae, à la tribu des Smerinthini et du genre Marumba.

## Distribution
L'espèce est connue au Nord de l'Inde.

## Systématique
L'espèce Marumba nympha a été décrite par les entomologistes Lionel Walter Rothschild et Karl Jordan en 1903.